# Iulia (Großmutter des Augustus)
Iulia (* um 101 v. Chr.; † 51 v. Chr.), auch Iulia Minor genannt, war die jüngere Schwester von Gaius Iulius Caesar und Großmutter des Kaisers Augustus.

## Leben
Iulia war eine Tochter des Gaius Iulius Caesar († 85 v. Chr.), der aufgrund innerer Unruhen nicht zum Konsulat gelangte und relativ früh starb, und der Aurelia († 54 v. Chr.).
Ende 62 v. Chr. drang der berüchtigte Publius Clodius Pulcher in das Haus Caesars ein, wo der ausschließlich von Frauen veranstaltete Kult der Bona Dea („Gute Göttin“) gefeiert wurde. Daher verschaffte sich Clodius Pulcher als Frau verkleidet Zutritt, wurde aber trotzdem entdeckt. Im darauf folgenden Prozess wegen Religionsfrevels sagte vermutlich die jüngere Iulia (und nicht ihre ältere Schwester Iulia Maior) mit ihrer Mutter Aurelia 61 v. Chr. gegen Clodius Pulcher aus, der jedoch nicht verurteilt wurde.
Iulia heiratete Marcus Atius Balbus (Prätor um 60 v. Chr.), mit dem sie zwei Töchter namens Atia hatte. Die ältere Atia vermählte sich mit Gaius Octavius (Prätor 61 v. Chr.) und gebar ihm einen Sohn, den späteren Augustus. Nach dem Tod des Octavius heiratete Atia 58 v. Chr. Lucius Marcius Philippus (Konsul 56 v. Chr.) und gleichzeitig übernahm Iulia die Erziehung ihres jungen Enkels bis zu ihrem Tod 51 v. Chr. Der erst zwölfjährige Junge hielt ihr die Grabrede. Die jüngere Tochter Iulias heiratete Lucius Marcius Philippus (Suffektkonsul 38 v. Chr.).